# Mike Garcia
Michael Joseph Garcia (Santa Clarita, California; 24 de abril de 1976) es un político estadounidense, empresario y expiloto de la Marina de los Estados Unidos, quien es miembro de la Cámara de Representantes de los Estados Unidos, por el 25.º distrito congresional de California. Elegido en una elección especial de 2020, Garcia es miembro del Partido Republicano.

## Primeros años y educación
Michael Garcia nació el 24 de abril de 1976, en Santa Clarita, California, de padres que habían emigrado de México en 1959. En 1994, se graduó de Saugus High School y obtuvo una licenciatura en ciencias políticas de la Academia Naval de los Estados Unidos después de ser nominado por el representante Buck McKeon. En 1998, obtuvo una Maestría en Artes en estudios de políticas de seguridad nacional de la Universidad de Georgetown.

### Armada
En mayo de 1998, se unió a la Marina de los Estados Unidos y fue enviado a la escuela de vuelo en la Estación Aérea Naval de Pensacola. Fue desplegado como piloto F/A-18 del USS Nimitz. Durante la invasión de Irak en 2003, participó en más de treinta salidas de combate antes de ser dado de baja honorablemente.

### Carrera civil
De 2009 a 2018, Garcia trabajó como gerente de desarrollo comercial en Raytheon Intelligence & Space, uno de los cuatro segmentos comerciales de Raytheon Technologies.

## Representante de Estados Unidos

### Elecciones
Durante las elecciones de la Cámara de Representantes de 2018, Katie Hill derrotó al Representante titular Steve Knight. El 10 de abril de 2019, Garcia anunció que se postularía en el distrito 25 de la Cámara de Representantes de los Estados Unidos contra Hill en las elecciones de 2020. Durante el anuncio de su campaña, declaró que Hill estaba tratando de impulsar una agenda socialista similar a la Representante Alexandria Ocasio-Cortez. El 27 de octubre, Hill anunció que renunciaría a la Cámara de Representantes debido a un escándalo relacionado con su relación con un miembro del personal de la campaña, y renunció el 3 de noviembre. El 15 de noviembre, el gobernador Gavin Newsom emitió una proclamación ordenando una elección especial para llenar la vacante causada por la renuncia de Hill.
El 3 de marzo de 2020, Garcia ocupó el segundo lugar en la primaria general no partidaria por delante del exrepresentante Steve Knight y detrás de Christy Smith, miembro de la Asamblea del Estado de California. El 8 de abril, fue respaldado por el Club for Growth y la Susan B. Anthony List el 24 de abril.
El 12 de mayo, Garcia derrotó a Smith en las elecciones especiales. Ella aceptó los resultados oficialmente al día siguiente, pero afirmó su intención de competir contra Garcia en las elecciones generales de noviembre por un período completo en el Congreso. La victoria de Garcia marcó la primera vez desde 1998, cuando Doug Ose ganó en el tercer distrito del Congreso, que un republicano volcó un distrito del Congreso de California en manos de un demócrata. También es el primer representante republicano hispano en servir para California desde que Romualdo Pacheco dejó el cargo en 1883, después de representar al 4.° distrito del Congreso.

### Investidura
Garcia asumió el puesto el 19 de mayo de 2020.

## Posiciones políticas
Garcia hizo campaña para fortalecer el ejército de los Estados Unidos y reducir los impuestos para mejorar la economía, específicamente en respuesta a la pandemia de COVID-19. También hizo campaña contra el liderazgo demócrata en el gobierno del estado de California.

## Vida personal
La esposa de Garcia, Rebecca Garcia, es diseñadora de interiores. Ellos tienen dos hijos.